# 慎公 (衛)
慎公（しんこう、生年不詳 - 紀元前383年）は、戦国時代の衛の君主。公子適の子で、敬公の孫にあたる。懐公を殺害して自ら即位した。紀元前383年、死去した。在位32年。